# Xarel·lo vermell
El xarel·lo vermell és un cep de raïm negre, originari del Penedès, fruit d'una mutació natural de la varietat xarel·lo. Els raïms són de grandària mitjana i poc compactes. Les baies són esfèriques, de color rosat intens i pell gruixuda (més gruixuda que la del xarel·lo).

## Ampelografia

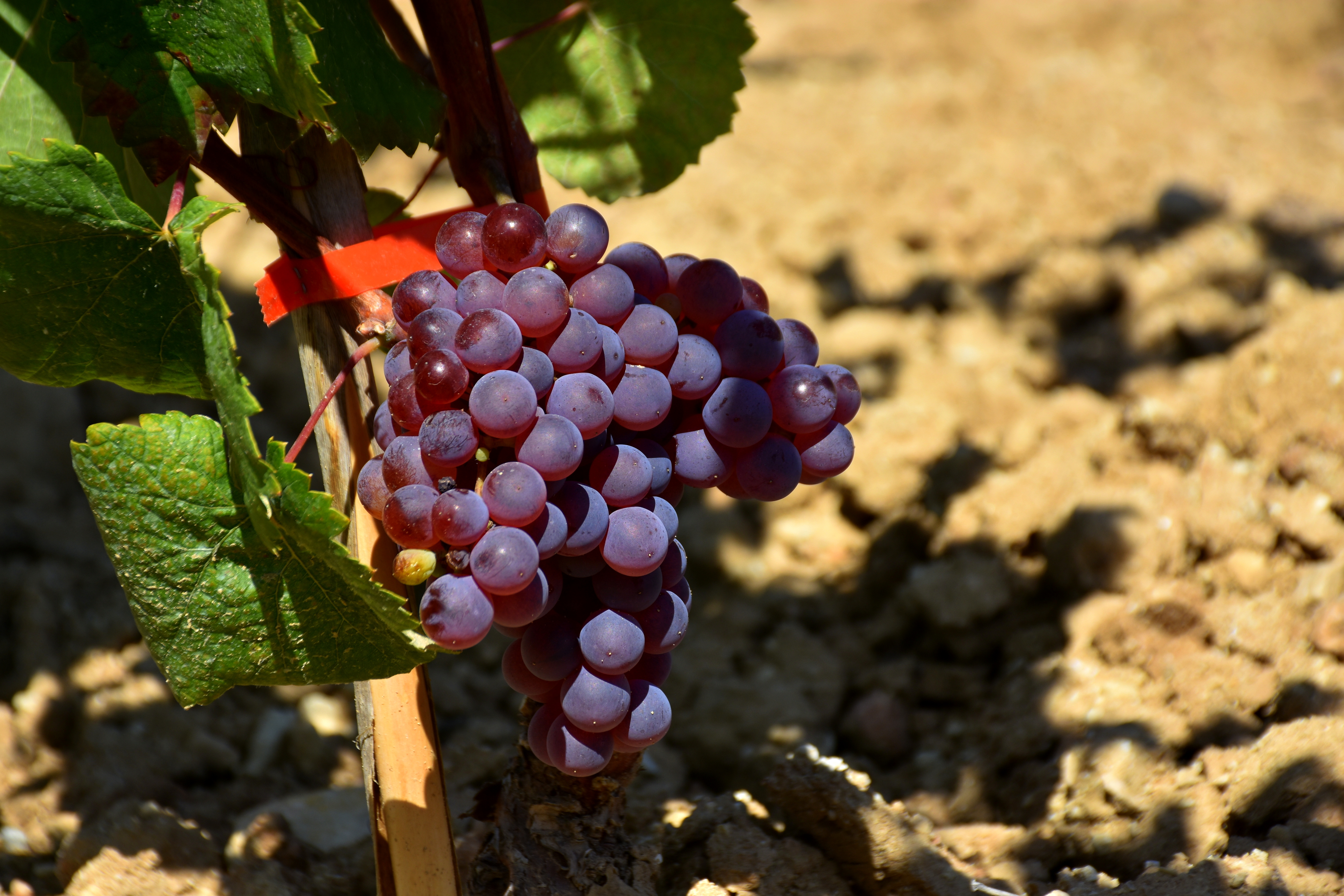
Gotim de xarel·lo vermell.

És una varietat de gran vigor i port semidreçat, de brotada molt primerenca i de maduració de primerenca a mitjana. El seu cicle vegetatiu és més llarg que el del xarel·lo, fet que li aporta major acidesa.
Està catalogada amb el número 13273 al Vitis International Variety Catalogue (VIVC), una base de dades de diverses espècies i varietats del gènere Vitis.

## Característiques agronòmiques
És una planta ben adaptada a les zones climàtiques III, IV i V de la integral tèrmica de Winkler-Amerine. Obté el seu òptim rendiment en parcel·les situades a una altitud inferior a 400 metres sobre el nivell del mar i zones properes a la costa.
És una varietat rústica, força resistent al míldiu, a l'oïdi i a la botritis. És sensible a la brima i al mal granat (o millerandage ).
Només trobem 10 Ha a Catalunya segons el Registre Vitivinícola de Catalunya RVC (12/09/2017), la majoria al Penedès. La varietat està autoritzada únicament a la DO Catalunya.

## Característiques enològiques
Els vins elaborats amb raïm xarel·lo vermell són frescs i àcids, amb un grau alcohòlic alt i amb una característica aroma herbàcia. També hi trobem aromes de maduixa i lleugers records salins. S'acostuma a utilitzar per elaborar vins blancs, rosats i vins escumosos (especialment ancestrals).

## Història
Apareix referenciat per primer cop el 1871 en el llistat de la mostra de raïms organitzada per l'Institut Agrícola Català de Sant Isidre. Tres dels participants van enviar xarel·lo vermell i un d'ells, xarel·lo negre, tots ells provinents dels municipis de Sitges i Vilanova i la Geltrú.
La crítica de vi anglesa i Master of Wine (MV) Jancis Robinson esmenta la varietat al seu llibre Grapes and Wines, una completa guia amb més de mil varietats utilitzades en la viticultura arreu del món.
A pink-berried mutacions called Xarello Rosado, also known as Pansa Rosada, has been observed near Barcelona and is authorized in the Alella DO.

## Sinonímies
Xarel·lo rosat, cartoixà vermell, cartoixà rosat, cartoixà marí (Alt Camp), pansa vermella, pansa rosada (Alella), pansa rosa, pansa roja i xarel·lo de marina.